# Alfred Clottu
Pour les articles homonymes, voir Clottu.
Alfred Clottu, né le 10 septembre 1871 à Saint-Blaise et décédé le 21 septembre 1933 au même endroit, est un notaire et homme politique suisse, membre du Parti libéral suisse.

## Biographie
Alfred Clottu est né le 10 septembre 1871 à Saint-Blaise, dans le canton de Neuchâtel, en Suisse. Il est le fils de Georges-Alexandre Clottu, viticulteur. Il effectue des études de droit aux universités de Bonn, Berne, Paris et Neuchâtel, où il obtient sa licence en 1893. Il obtient son brevet d'avocat l'année suivante, puis celui de notaire en 1895. Il s'établit comme notaire dans son village natal. Membre du Parti libéral, il siège au Conseil général (législatif) de Saint-Blaise dès 1894, puis au Conseil communal (exécutif) dès 1897. Parallèlement, il est élu en 1904 au Grand Conseil du canton de Neuchâtel. Élu au Conseil d'État neuchâtelois en 1915, il doit abandonner ses deux autres mandats. Il y est responsable du département militaire et des finances. En 1929, il devient président du Parti libéral suisse et en 1931, il est élu au Conseil national. Il remplit ces fonctions de Conseiller d'État, de président de parti et de Conseiller national jusqu'à son décès le 21 septembre 1933. En plus de ces fonctions politiques, Alfred Clottu a également fait partie du conseil d'administration de la Banque nationale suisse et, de 1920 à 1933, de celui des Salines suisses du Rhin.